# Hesselmanmotor
De Hesselmanmotor is een hybride tussen een benzinemotor en een dieselmotor, geïntroduceerd door de Zweedse ingenieur Jonas Hesselman in 1925. Het was de eerste toepassing van directe brandstofinjectie op motoren met een elektrische ontsteking. De Hesselmanmotor werd toegepast in zware vrachtwagens en autobussen in de jaren '20 en 30 van de 20e eeuw.

## Werking
Een Hesselmanmotor is in principe een motor met elektrische ontsteking, omgebouwd voor gebruik van zwaardere aardolieproducten zoals stookolie, kerosine of dieselolie. De brandstof wordt met een injectiepomp in de verbrandingskamer geïnjecteerd. Door de lage compressie van de motor moet de brandstof worden ontstoken middels een bougie. Dit in tegenstelling tot een dieselmotor, waar de brandstof spontaan ontbrandt door de hogere compressie.
Hesselmanmotoren werden vaak gestart op benzine en werden dan op diesel of kerosine overgeschakeld als de motor op temperatuur was. Voor het stoppen van de motor schakelde men vaak weer over op benzine om de motor schoon te branden voor de volgende start.

## Voor- en nadelen
Hesselmanmotoren gebruikten de relatief goedkopere zwaardere oliën. Hedendaagse tests hebben ook gewezen op een iets lager brandstofverbruik in vergelijking tot benzinemotoren met vergelijkbaar vermogen. Een Hesselmanmotor had ten opzichte van een dieselmotor kleinere afmetingen en derhalve een lager gewicht. Later werden dieselmotoren ontwikkeld met betere materialen en de Hesselmanmotoren verloren dit voordeel.
Hesselmanmotoren hadden een aantal nadelen. Door de lage druk was het moeilijk de werktemperatuur te bereiken. Het resultaat was een onvolledige verbranding. De onvolledige verbranding leidde tot bougies die snel vervuilen, maar vooral tot wat zelfs destijds al werd aangeduid als "zware rook". Dit betekent dat de motoren giftige uitlaatgassen produceerden in een mate, die tegenwoordig als totaal onaanvaardbaar zou worden beschouwd.

## Gebruikers
Hesselmanmotoren werden geproduceerd door de drie bekende Zweedse vrachtwagenproducenten: Scania-Vabis, Tidaholms bruk en Volvo vanaf de late jaren '20. Scania-Vabis verving de Hesselmans door diesels in 1936, Volvo bleef ze gebruiken tot 1947.